# Silvia Giorguli Saucedo
Silvia Elena Giorguli Saucedo (Ciudad de México, 18 de enero de 1970) es una socióloga, demógrafa, académica y escritora mexicana, especialista en migración internacional. Es la presidenta de El Colegio de México desde el 21 de septiembre del 2015.

## Estudios
Obtuvo la licenciatura en sociología por la Universidad Nacional Autónoma de México (1992), realizó una maestría en demografía en El Colegio de México (1995) y obtuvo el doctorado en sociología en la Universidad de Brown (2002). En 2007-2008 realizó una estancia de investigación en el Center for the Advanced Study in Behavioral Sciences de la Universidad de Stanford.

## Docencia y administración
Es profesora-investigadora del Centro de Estudios Demográficos, Urbanos y Ambientales (CEDUA) en El Colegio de México, institución en la que trabaja desde 2003. Fue directora de ese centro de enero de 2009 a marzo de 2015. Fue también presidenta de la Sociedad Mexicana de Demografía (2011-2012). Fue directora fundadora (2011-2014) de la revista Coyuntura Demográfica. Sus temas de investigación se han centrado principalmente en temas de: migración internacional de México a Estados Unidos y sus consecuencias para la población mexicana en ambos lados de la frontera en dimensiones como educación y formación familiar; transiciones a la adultez en América Latina y las consecuencias del cambio demográfico, en particular sobre la educación. En la actualidad participa como coinvestigadora en el Proyecto de Migración Mexicana (Mexican Migration Project) con la Universidad de Princeton, la Universidad de Guadalajara y la Universidad Brown. Formó además parte del Estudio Binacional México-Estados Unidos sobre Migración, auspiciado por el Centro de Investigación y Estudios Superiores en Antropología Social (CIESAS) y la Universidad de Georgetown. A la fecha participa en el Diálogo sobre Migración en Centro y Norteamérica, con las mismas instituciones.

## Asociaciones y academias
Es miembro del Sistema Nacional de Investigadores Nivel II, miembro de la Academia Mexicana de Ciencias y pertenece a diversas asociaciones profesionales en el tema de población: la Sociedad Mexicana de Demografía, la Asociación Latinoamericana de Población, la Population Association of America y la International Union for the Scientific Study of Population.
En septiembre de 2015 fue elegida presidenta por la Junta de Gobierno de El Colegio de México. En setenta y cinco años de la historia de la institución, ella es la primera mujer en ocupar ese cargo.

## Reconocimientos y distinciones
- Medalla Horace Mann otorgada por la Universidad Brown. 2018[7]
- Nombramiento Investigador Nacional Nivel II por el Sistema Nacional de Investigadores, 2010.
- Reconocimiento: Reconocimiento  de  Perfil  Deseable  (PROMEP), por El Colegio de México, A.C., 2009.
- Beca de investigación (Research  Fellow) otorgada por el Center  for  the  Advanced  Study  in  Behavioral  Sciences de la  Universidad Stanford, 2007.[4]

## Publicaciones

### Libros

#### Autora
- Options for Estimating Illegal Entries at the US-Mexico Border. Washington D.C. National Academies Press, 2013. 156 p. Coautor(es): Alicia Carriquiry, Malay Majmundar, David L. Banks, Peter Brownell, Stephen Fienberg, Mark Handcock, Gordon Hanson, Virginia Lesser, Pia Orrenius, Jeffrey Passel, Fernando Riosmena. ISBN: 9780309264228.
- Inserción ocupacional, ingreso y prestaciones de los mexicanos en Estados Unidos. Distrito Federal. Consejo Nacional de Población, 2008. 168 p. Coautor(es): Selene Gaspar Olvera. ISBN: 970-628-938-0.
- La migración mexicana y el mercado de trabajo estadounidense. Tendencias, perspectivas y ¿oportunidades?. 2a. ed. Distrito Federal. Consejo Nacional de Población, 2007. 159 p. Coautor(es): Selene Gaspar y Paula Leite. ISBN: 970-628-868-6.
- La migración mexicana y el mercado de trabajo estadounidense. Tendencias, perspectivas y ¿oportunidades?. Distrito Federal. Consejo Nacional de Población, 2006. 161 p. Coautor(es): Selene Gaspar Olvera, Paula Leite. ISBN: 970-628-860-0.
- Inmigrantes Mexicanos y Centroamericanos en Estados Unidos. Acceso a la Salud. Distrito Federal. Regents of the University of California y Secretaría de Salud, 2006. 71 p. Coautor(es): Elena Zúñiga, Xochitl Castañeda, Steven Wallace. ISBN: 970-721-331-0
- Educación, de la Serie Los Grandes Problemas de México, Volumen VII, co-coordinado con Alberto Arnaut. México, D.F. : El Colegio de México, 2010.
- Gobierno, territorio y población: las políticas públicas en la mira, en co-coordinación con Vicente Ugalde. México, D.F. : El Colegio de México, Centro de Estudios Demográficos, Urbanos y Ambientales, 2014.

#### Coautora
- "¿Una nueva era de la migración internacional entre México y Estados Unidos?", en Silvia Giorguli y Jaime Sobrino, Dinámica demográfica de México en el siglo XXI. Ciudad de México. El Colegio de México, 2018. Coautor(es): María Adela Angoa.
- "Educación, trabajo y empoderamiento económico", en Libro de ODS. Ciudad de México. ONU Mujeres, 2018. Coautor(es): María Adela Angoa y Emilio Blanco.
- "Child Marriage and Early Transitions to Adulthood in Mexico", en Suman Verma y Anne Petersen, Sustainable Development Goals: Using Developmental Science to Improve Young Lives Globally. Países Bajos. Springer, 2018. Coautor(es): Julieta Pérez Amador.
- "Retos metodológicos para el estudio de la migración intrarregional en América del Sur", en Rosana Baeninger, Lúcia Machado Bógus, Júlia Bertino Moreira, Luís Renato Vedovato, Duval Magalhães Fernandes, Marta Rovery de Souza, Cláudia Siqueira Baltar, Roberta Guimarães Peres, Tatiana Chang Waldman y Luís Felipe Aires Magalhães, Migrações sul-sul. Campinas, São Paulo. Universidade Estadual de Campinas, 2018. Coautor(es): Julieta Bengochea.
- "Trayectorias migratorias y su interacción con los procesos educativos", en Marie-Laure Coubes, Patricio Solís y María Eugenia Zavala, Generaciones, cursos de vida y desigualdad social en México. Distrito Federal. El Colegio de México y El Colegio de la Frontera Norte, 2016. pp. 512 . Coautor(es): Adela, Angoa.
- "Juventudes e itinerarios en el tránsito a la adultez en la Ciudad de México", en Adrián Guillermo Aguilar M., La Ciudad de México en el siglo XXI: Realidades y retos. Ciudad de México. Miguel Ángel Porrúa S.A de C.V, 2016. pp. 778 . Coautor(es): María Adela Angoa.
- "La Ciudad de México y su demografía. Las implicaciones de la estabilidad poblacional y el cambio en la estructura por edades", en Adrián Guillermo Aguilar M., La Ciudad de México en el siglo XXI: Realidades y retos. Ciudad de México. Miguel Ángel Porrúa S.A de C.V, 2016. pp. 778 . Coautor(es): Laura Muñoz.
- "International Migration, Gender and Family: A Miroir from Latin America", en Michael J. White, International Handbook of Migration and Population Distribution, vol. 6. Dordrecht. Springer, 2016. pp. 636 . Coautor(es): María Adela Angoa.
- "Reconfiguraciones de la geografía del retorno de Estados Unidos a México 2000-2010: un reto para las políticas públicas", en Consejo Nacional de Población (CONAPO), La Situación Demográfica de México 2015. Distrito Federal. Consejo Nacional de Población (CONAPO), 2015. pp. 285-304 . Coautor(es): J. Diego Terán y Landy Sánchez.
- "Los retos ante el nuevo escenario migratorio entre México y Estados Unidos: patrones regionales y políticas locales", en Silvia Giorguli y Vicente Ugalde, Gobierno, territorio y población: las políticas públicas en la mira. Distrito Federal. El Colegio de México, 2014. pp. 834 . Coautor(es): Adela, Angoa y Rodrigo, Villaseñor.
- "Las transiciones a la edad adulta en México y las políticas de atención a la juventud", en Silvia Giorguli y Vicente Ugalde, Gobierno, territorio y población: las políticas públicas en la mira. Distrito Federal. El Colegio de México, 2014. pp. 834 . Coautor(es): Julieta, Pérez Amador.
- "El espacio de la población en las políticas públicas: lecciones de la experiencia mexicana para una agenda post Cairo", en Laura Wong, Cairo+20: perspectivas da agenda de população e desenvolvimento sustentável pós-2014. Buenos Aires. Asociación Latinoamericana de Población, 2014. pp. 305 . Coautor(es): Adela, Angoa y Rosario, Cárdenas.
- "La integración de los hogares mexicanos en Estados Unidos. Transformaciones y continuidades, 1980-2010", en Cecilia Rabell, Los mexicanos. Un balance del cambio demográfico. Distrito Federal. Fondo de Cultura Económica, 2014. pp. 933 . Coautor(es): Adela, Angoa.
- "Cambios demográficos y desarrollo: acomodos azarosos", en Cecilia Rabell, Los mexicanos. Un balance del cambio demográfico. Distrito Federal. Fondo de Cultura Económica, 2014. pp. 933 . Coautor(es): Francisco, Alba y Mónica, Pascua.
- "Gestión y Legislación en torno a la Emigración y el Retorno de Mexicanos", en Luz María Valdés, Hacia una nueva Ley General de Población. Distrito Federal.Instituto de Investigaciones Jurídicas-UNAM, 2014. pp. 312 . Coautor(es): Montserrat Yong Solis.
- "Cultura política, migración y género. Mujeres mixtecas en el espacio público", en Esperanza Tuñón, Martha Luz Rojas, Género y migración. San Cristóbal de las Casas, Chiapas. El Colegio de la Frontera Sur, El Colegio de la Frontera Norte, El Colegio de Michoacán, 2012. pp. 683-711 . Coautor(es): Josefina Franzoni.
- "La integración socioeconómica de los mexicanos en Estados Unidos, 1980-2005: experiencia y prospectiva", en Manuel Ordorica y Jean-François Prud’homme, Los grandes problemas de México, edición abreviada, v. I, Población, vol. I. Ciudad de México. El Colegio de México, 2012. pp. 193-197 . Coautor(es): Paula Leite.
- "La integración socioeconómica de los mexicanos en Estados Unidos, 1980-2005: experiencia y prospectiva", en Francisco Alba, Manuel Ángel Castillo y Gustavo Verduzco (coordinadores), Los grandes problemas de México. III. Migraciones Internacionales. México. El Colegio de México, 2010. pp. 355-394 . Coautor(es): Paula Leite.
- "La movilidad ocupacional de los migrantes de retorno: un análisis comparativo entre países latinoamericanos", en Katharine Donato, Jonahtan Hiskey, Jorge Durand y Douglas Massey, Salvando fronteras. Migración internacional en América Latina y el Caribe. Distrito Federal. Miguel Ángel Porrúa, 2010. pp. 249-282 . Coautor(es): Salvador Cobo y Francisco Alba

### Artículos

#### Autora
- "Lo  que las cifras sugieren sobre el nuevo panorama migratorio entre México y  Estados Unidos", en Bancomext, Comercio Exterior Bancomext, núm.  8. Ciudad de México. Nueva Época, 2016. pp. 70-74.
- "Hacia  la adultez", en México Social. Distrito Federal. México  Social, 2013.
- "Les  conséquences sociales de la migration mexicaine aux Etats-Unis dans les  communautés d'origin", en Migrations et Societé, vol.  102. Paris. Centre d'information et d'études sur les migrations  internationales, 2005. pp. 195-214 .
- "Estructuras  familiares y oportunidades educativas de los niños y niñas en México",  en Estudios Demográficos y Urbanos, vol. 17, núm. 51.  México. El Colegio de México - Centro de Estudios Demográficos y de  Desarrollo Urbano, 2002. pp. 523-546 .
- "La  influencia de la familia en la educación. Un análisis de los diferenciales de  género y rural-urbano.", en Silvia E. Giorguli Saucedo, Acta  Sociológica, vol. 36. México. Facultad de Ciencias  Políticas y Sociales, UNAM, 2002. pp. 123-152.

#### Coautora
- "México,  la España democrática y El Colegio de México: los "primeros" 40  años", en Transatlántica de educación. Ciudad de  México. Ministerio de Educación, Cultura y Deporte, Consejería de Educación  de España, 2018. Coautor(es): Gabriela Said, Claudia Itzkowich.
- "Connecting  the Dots: Emerging Migration Trends and Policy Questions in North and Central  America", en The Online Journal of the Migration Policy  Institute. Washington, D.C.. Migration Policy Institute, 2018. pp.  1-13 . Coautor(es): Claudia Masferrer, Víctor M. García-Guerrero.
- "Children  and youth in the context of international mobility patterns in Mexico",  en Carta Económica Regional, núm. 121. Guadalajara.  Universidad de Guadalajara, 2018. pp. 33-58 . Coautor(es): Edith Y. Gutiérrez  Vázquez.
- "International  Migration and the Academic Performance of Mexican Adolescents", en International  Migration Review. Nueva York. Center for Migration Studies, 2016, pp. 1-38. Coautor(es): Bryant Jensen y Eduardo Hernández Padilla.
- "Movilidades  internas e internacionales en Colombia: determinantes, patrones migratorios y  diversidad de destinos, 1950-2010", en Revista Latinoamericana  de Población RELAP, vol. 1, n.º 19. Montevideo. Asociación  Latinoamericana de Población, 2016, pp. 7-32 . Coautor(es): Eduardo Torre  Cantalapiedra.
- "El  Proyecto de Migración Mexicana. Monitoreo y análisis del proceso migratorio  entre México y Estados Unidos", en Sociedad Mexicana de Demografía  SOMEDE, Coyuntura Demográfica. Revista de los procesos demográficos  en México hoy, vol. 10. Ciudad de México. Sociedad Mexicana de  Demografía, 2016. pp. 105-113 . Coautor(es): Jorge Durand, Douglas S. Massey,  Karen Pren y David Lindstrom.
- "Las  movilidades internas y de retorno de los varones migrantes mexicanos a  Estados Unidos en perspectiva longitudinal (1942-2011)", en Estudios  Demográficos y Urbanos, vol. 30, n.º 88. Distrito Federal. El  Colegio de México, 2015, pp. 7-43. Coautor(es): Eduardo Torre Cantalapiedra.
- "Dinámica  demográfica y retos educativos", en Coyuntura Demográfica.  Revista de los procesos demográficos en México hoy, vol. 7. Distrito  Federal. Sociedad Mexicana de Demografía, 2015. pp. 41-49 . Coautor(es):  Eduardo Hernández.